# Anthrenus pilosus
Anthrenus pilosus is een keversoort uit de familie spektorren (Dermestidae). De wetenschappelijke naam van de soort werd in 1923 gepubliceerd door Maurice Pic.